# Стојанка Бошњак
Стојанка Бошњак (Сарајево, 1953) српска је сликарка.

## Биографија
Рођена је 1953. године у Сарајеву. Дипломирала је 1978. на Одсеку за сликарство Факултета примењених уметности Универзитета уметности у Београду. Била је члан Удружења ликовних уметника Србије од 1983. до 2013. године као самостални уметник. Од 2013. је запослена на Рачунарском факултету у Београду као наставник цртања и сликања. Ради више година са текстилом и керамиком, излагала је цртеже, слике, графике, колаже и објекте рађене у клириту. Имала је више самосталних и групних изложби, учествовала је у раду дванаест сликарских колонија у Србији. Излагала је у Октобарском салону 1986. и 1996, на изложби „Цртеж и мала пластика” 1992, изложби „Београд инспирација уметника” у галерији Културног центра Београд 1994, изложби „Ритам живота” у галерији задужбине Илије М. Коларца 2001, изложби „Светлописи” у галерији „Стара капетанија” у Земуну са Јулијаном Протић, Мајској изложби београдског круга у галерији „Графички колектив” и Бијеналу графике 2008, Тријеналу проширених медија 2010. и Пролећној изложби 2012. године у Уметничком павиљону „Цвијета Зузорић”.